# Sherbrooke, Prince Edward Island
Sherbrooke är ett samhälle i Kanada.   Det ligger i provinsen Prince Edward Island, i den östra delen av landet, 900 km öster om huvudstaden Ottawa. Sherbrooke ligger 15 meter över havet och antalet invånare är 172.
Terrängen runt Sherbrooke är mycket platt. Havet är nära Sherbrooke norrut. Närmaste större samhälle är Summerside, 3,6 km sydväst om Sherbrooke. 
Runt Sherbrooke är det ganska glesbefolkat, med 28 invånare per kvadratkilometer.